# فريدريك بيترز (كاتب)
فريدريك بيترز هو كاتب سويسري، ولد في 13 أغسطس 1974 في جنيف في سويسرا.